# Burgward
Burgward ali kostel je bila oblika naselij na severovzhodnih obrobjih Nemškega kraljestva sredi 10. stoletja. 
Iz zgodnejših oblik naselij v Frankovskem cesarstvu in med Slovani je mogoče sklepati, da je bil burgward  sestavljen iz osrednje utrdbe (Burgwardsmittelpunkt) in številnih manjših, morda od deset do dvajset, nebranjenih vasi (varda). Vasi so bile zaradi varnosti odvisne od utrdbe, utrdba pa je bila gospodarsko odvisna od vasi. Utrjeno mesto je služilo kot zatočišče med napadom in bilo hkrati upravno središče za pobiranje davkov, cerkev in sodni sistem. Imelo je garnizijo konjenice, običajno slovanske.
Prvi burgwardi  (civitates ali Burgen) so bile merovinške in karolinške utrdbe, zgrajene večinoma za obrambo pred Sasi. Pomemben niz utrdb je bil zgrajen ob reki Unstrut zahodno od Merseburga, ki je po vključitvi Sasov v frankovsko državo v začetku 9. stoletja izgubil svoj pomen. 
Prvi burgwardi  na lužiškem ozemlju so bile zgrajeni v 40. letih 9. stoletja. Kmalu zatem so se začeli ustanavljati med Heveli in okoli Brandenburga. Vzhodno Turingijo so branili trije nizi  burgwardov. Veliko so jih nadzirali samostani, na primer iz Hersfelda in Fulde.
Prišleke so Slovani sovražili, vendar so bili v svojem času učinkoviti. Staroselce so spremenili v kmete davkoplačevalce. Nemški poraz v velikem slovanskem uporu leta 983 je bil za  burgwarde usoden in pomenil začetek novega obdobja slovanske neodvisnosti v regiji, ki je trajala do 12. stoletja. 

## Sklic
1. ↑  Arnold, Benjamin (1991). Princes and territories in medieval Germany. Cambridge University Press. Cambridge and New York, str. 165. ISBN 0-521-52148-3.

## Vira
- Reuter, Timothy. Germany in the Early Middle Ages 800–1056. New York: Longman, 1991. str 66.
- Bernhardt, John W. Itinerant Kingship and Royal Monasteries in Early Medieval Germany, c. 936–1075. Cambridge: Cambridge University Press, 1993.